# Gallagherův index
Gallagherův index je metoda statistické analýzy voleb (psefologie), která měří disproporcionalitu mezi hlasy a mandáty politických stran v jakýchkoliv daných volbách poměrného volebního systému na základech rovného volebního práva. Poměrnost volebního systému ovlivňuje volební účast. Index měří rozdíl mezi procentem hlasů, které každá strana získá, a procentem křesel, které každá strana získá. Tato kolektivní disproporcionalita z voleb dostane přesné skóre, které pak může být použito při porovnávání různých úrovní proporcionality mezi různými volbami z různých volebních systémů.
Rovnice Gallagherova indexu je:
{\displaystyle \mathrm {LSq} ={\sqrt {{\frac {1}{2}}\sum _{i=1}^{n}(V_{i}-S_{i})^{2}}}},
kde {\displaystyle V_{i}} je percenta hlasu a {\displaystyle S_{i}} a percenta mandátu každé politické strany {\displaystyle i=1,\ldots ,n}.
Gallagherův index se diskutoval v kontextu snah o reformu kanadského volebního systému. Zvláštní výbor pro volební reformu v Kanadě doporučil Gallagherův index 5 nebo méně.

## Gallagherův index pro jednotlivé země
Níže jsou uvedeny Gallagherovy indexy pro jednotlivé země, zobrazen je pouze poslední dostupný index.
| stát                   | rok  | Gallagherův Index |
| ---------------------- | ---- | ----------------- |
| Belgie                 | 2019 | 3,92              |
| Česko                  | 2017 | 7,21              |
| Dánsko                 | 2019 | 2,39              |
| Evropská unie          | 2019 | 7,87              |
| Finsko                 | 2019 | 3,55              |
| Francie                | 2017 | 21,12             |
| Itálie                 | 2018 | 5,70              |
| Nizozemsko             | 2021 | 1,31              |
| Německo                | 2021 | 3,48              |
| Polsko                 | 2019 | 6,60              |
| Slovensko              | 2020 | 12,37             |
| Švédsko                | 2018 | 0,63              |
| Švýcarsko              | 2019 | 2,46              |
| Spojené státy americké | 2020 | 1,44              |
| Rakousko               | 2019 | 1,85              |